# Mini Viva
Mini Viva ist ein zweiköpfiges britisches Danceprojekt. Es wurde 2008 durch das Produzententeam Xenomania in London gegründet.

## Mitglieder
- Frankee Connolly
- Britt Love

## Werdegang
Manager des Projektes Mini Viva ist der Musikproduzent Simon Fuller. Es steht derzeit bei dem Label Geffen Records unter Vertrag.
2009 begleiteten Mini Viva die Girlgroup The Saturdays auf ihrer The Work Tour durch Großbritannien. Bereits vor Veröffentlichung der ersten Single kürte sie die Tageszeitung The Guardian am 17. Juli 2009 zur „New Band of the Day“.
Die Debütsingle Left My Heart in Tokyo erschien am 6. September 2009 und erreichte die Top Ten der britischen Charts.
Am 10. November 2010 verkündete Britt Love, dass sich das Duo aufgelöst hat.

## Diskografie
Singles
- 2009: Left My Heart in Tokyo
- 2009: I Wish